# كاثرين ناش
كاثرين نـاش (بالإنجليزية: Katherine Nash)‏ هي فنانة أمريكية، ولدت في 1910 في منيابولس في الولايات المتحدة، وتوفي بنفس المكان في 1982.